# Гейбл (тюдоровский чепец)

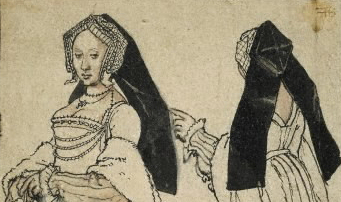
Гейбл: вид спереди и сзади

Гейбл (от англ. gable — двускатная крыша дома) — английский женский головной убор первой трети XVI века.
Английский женский костюм в начале XVI века по основным своим соотношениям и силуэту был сходен с фламандским, французским и т. д., но имел свои специфические особенности, придававшие ему национальный колорит.
Этой особенностью, прежде всего, был головной убор, гейбл. Иногда гейбл называют ещё и «тюдоровским чепцом»: этот головной убор был популярен в тюдоровской Англии — в периоды правления Генриха VIII и его детей — Эдуарда VI и Марии I.
Первоначально гейбл надевали поверх белого полотняного чепца, боковые стороны которого спускались почти до плеч. Он имел каркасную основу, край которой спереди закрывали жёсткой лентой, перекрещенной посередине лба, или валиком, обвитым лентой. Передняя часть гейбла была вышита шёлком, золотом и небольшим количеством драгоценных камней.
Затем на основу стали прикреплять чёрную вуаль: поначалу она состояла из одного куска ткани, а затем, примерно с 1525 года, сзади до затылка её стали разрезать; концы или заворачивали и прикрепляли к нижней части каркаса, или перекидывали на одну сторону.
На смену гейблу пришёл более лёгкий головной убор — арселе.
Женщин в гейблах можно видеть на портретах, выполненных придворным художником Тюдоров, Гансом Гольбейном-младшим.

## Галерея

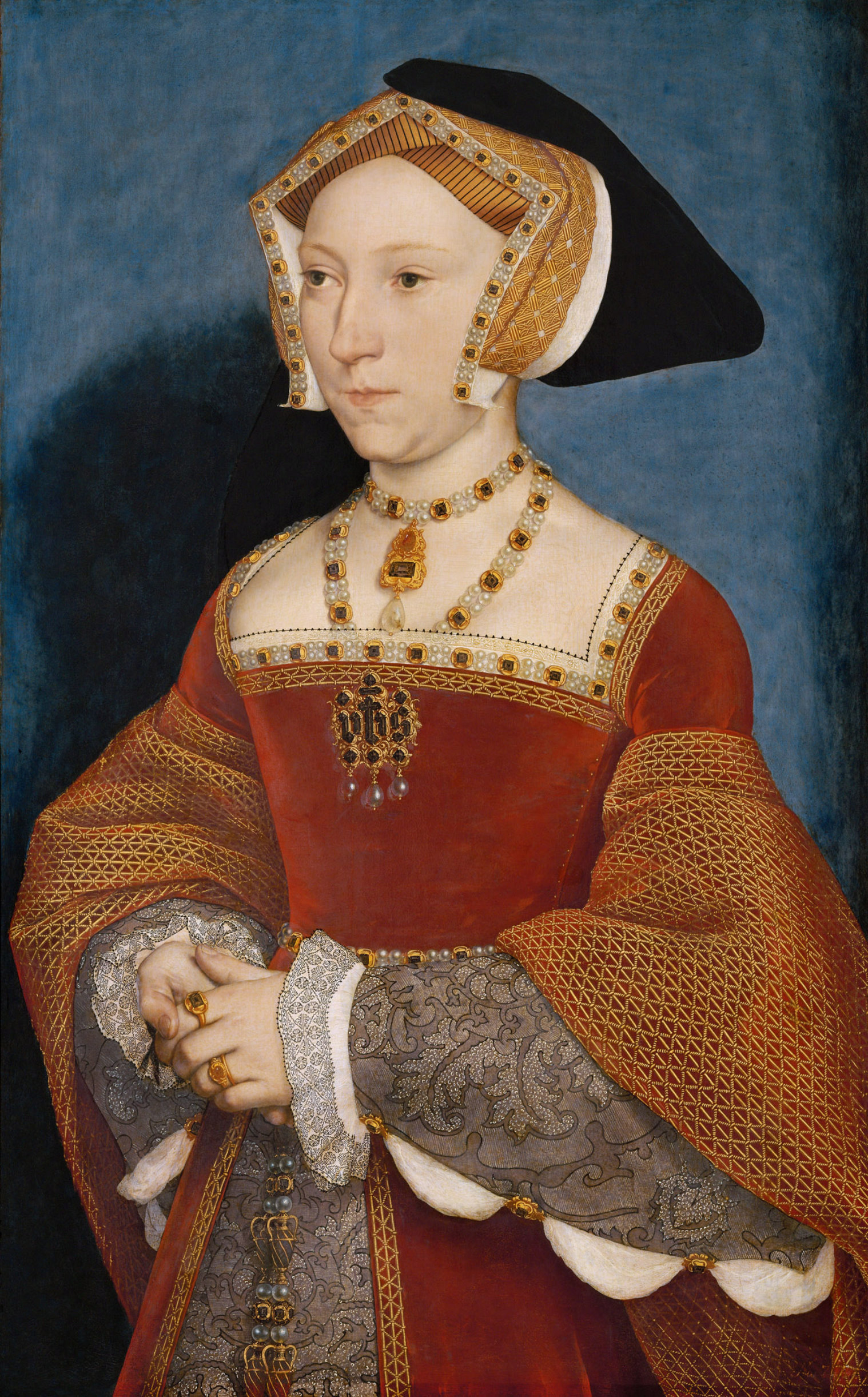
Джейн Сеймур
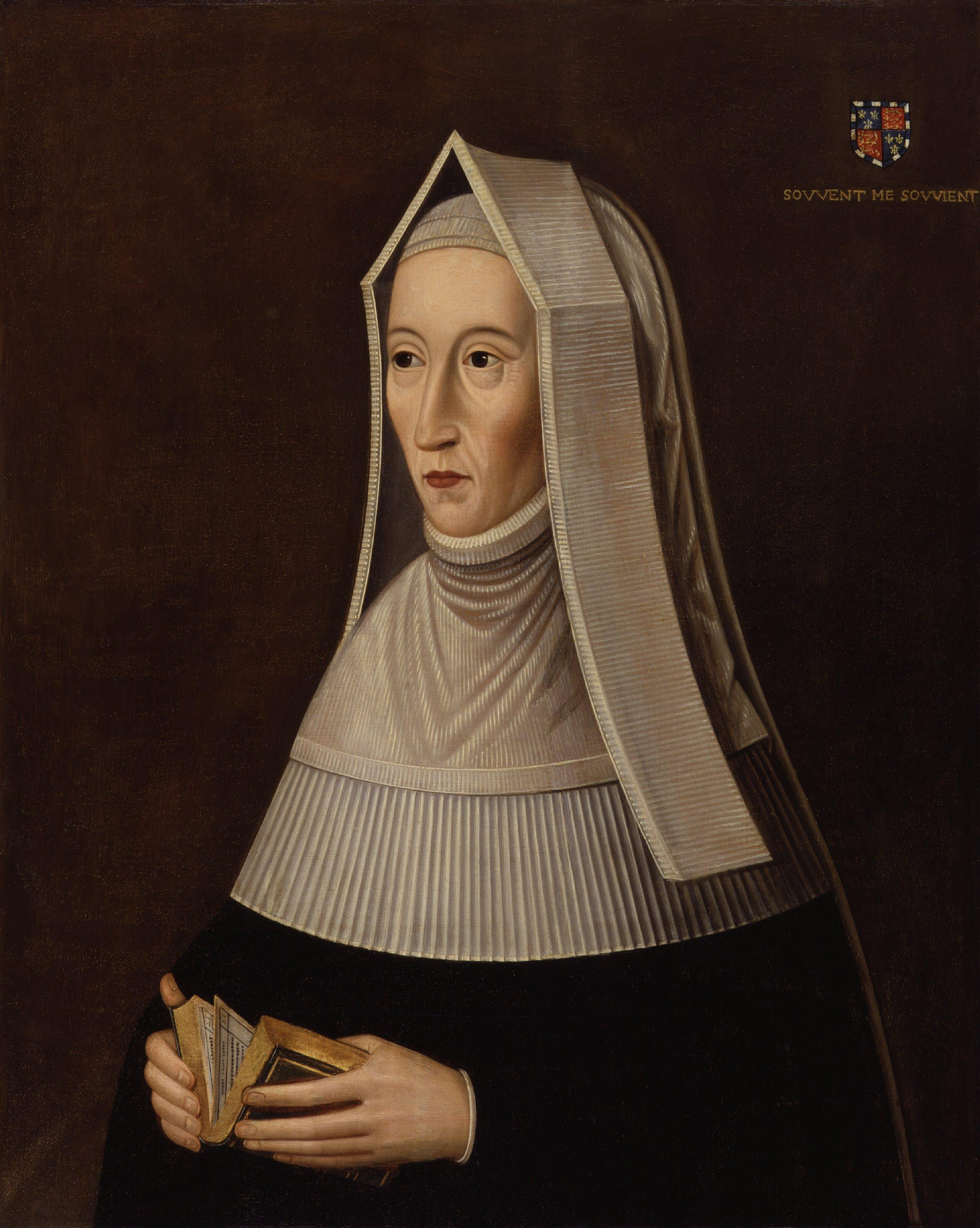
Леди Маргарет Бофорт
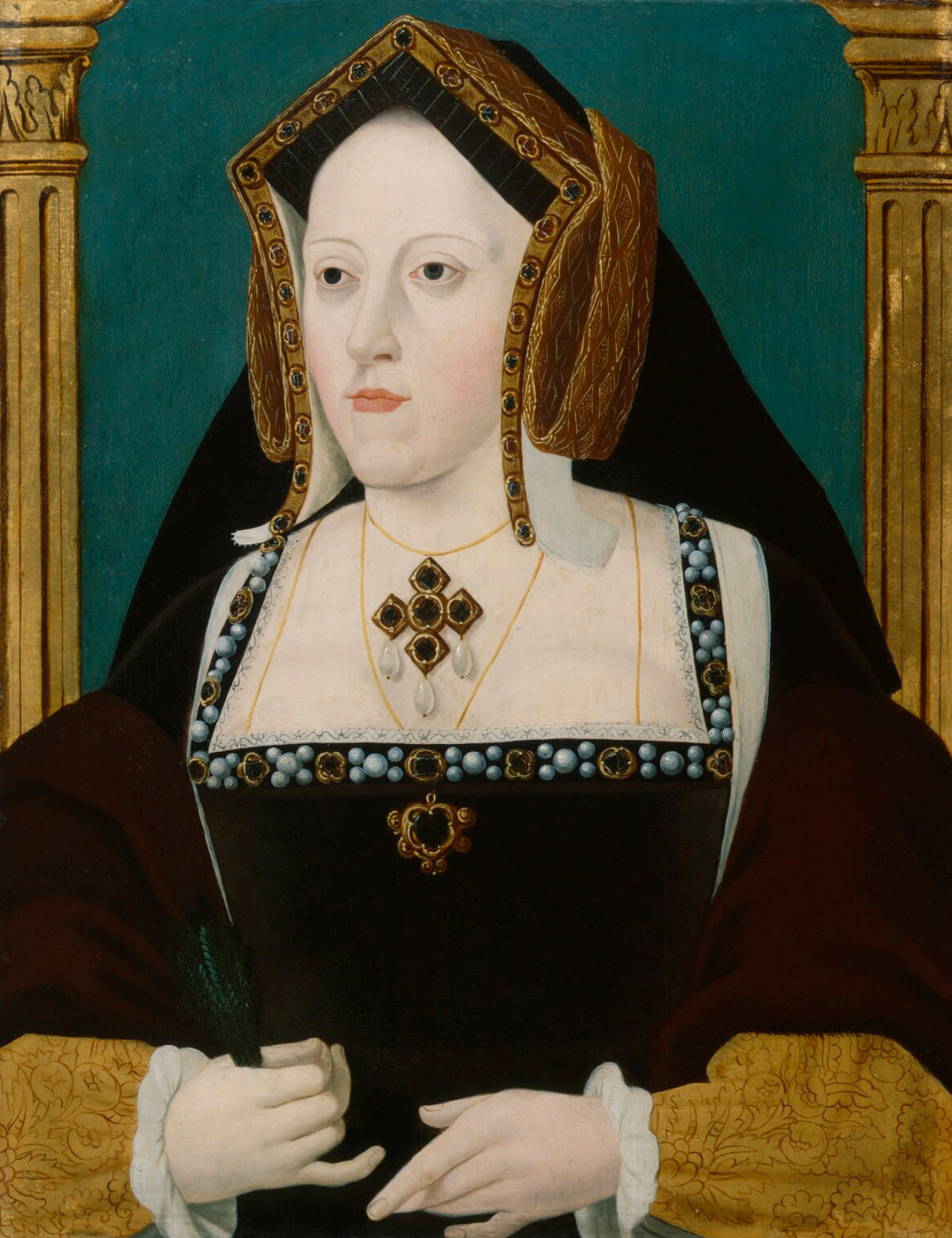
Екатерина Арагонская
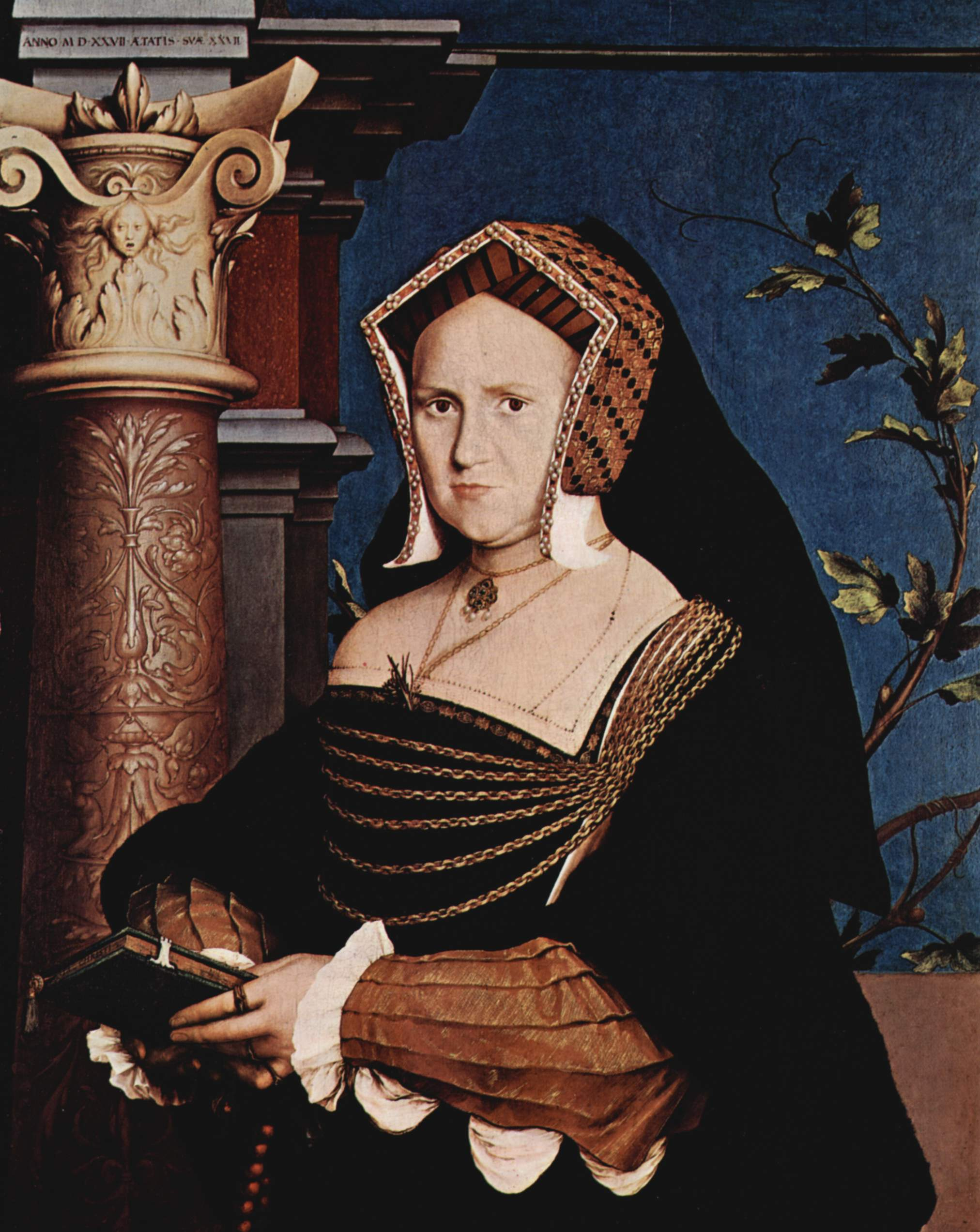
Леди Мэри Уоттон
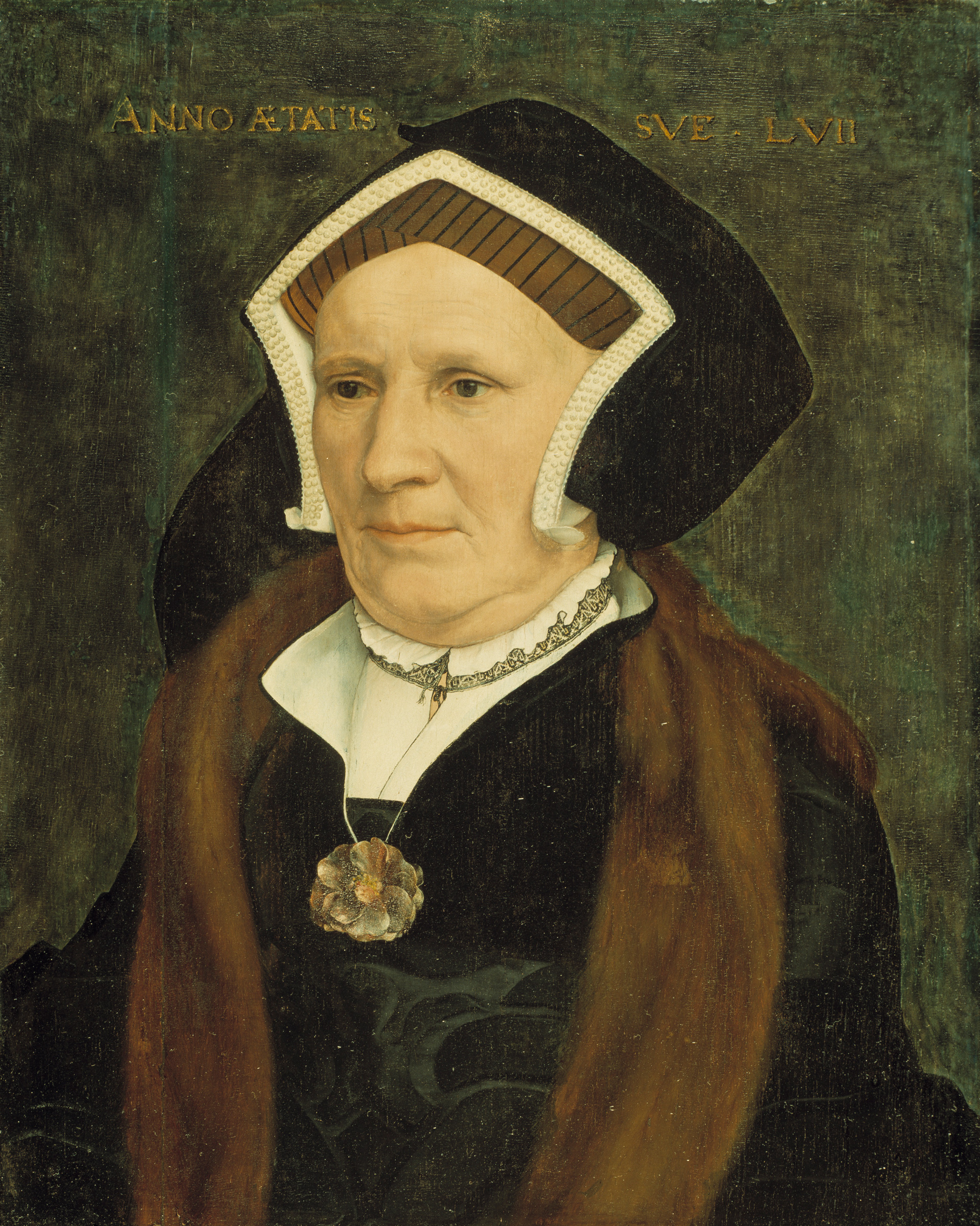
Леди Маргарет Баттс